# アルチョム・セルゲーエフ
アルチョム・フョードロヴィチ・セルゲーエフ（ロシア語: Артём Фёдорович Сергеев, 1921年3月5日 - 2008年1月15日）は、ヨシフ・スターリンの養子である。ソビエト連邦軍少将、砲兵少将、ソ連対空ミサイル部隊創設者の一人、大祖国戦争参加者。

## 生涯

### 幼少期
1921年3月5日、モスクワで生まれる。父はスターリンの親友であった革命家フョードル・セルゲーエフで、「同志アルチョム」のニックネームで知られ、ドネツク＝クリヴォーイ・ローク・ソビエト共和国の創設者であったが、1921年7月24日、鉄道事故により死亡したため、スターリンの養子となり、1歳から軍隊に行くまでスターリンの家庭で育った。母は夫の死後、ナルチク近郊の結核療養所の医師長、カバルディーノ・バルカリア地方衛生局長、航空機工場の副工場長、織物工場の工場長、病院の医療部長を務めた。
アルチョム・フェドロヴィチの記憶によると、クレムリンにあるソ連指導部の居住区は、共同の台所を備えたエンフィラードの「大きな共同部屋」であり、そこであらゆることが実行されていた。党員もクレムリンのサービススタッフの一般労働者も近くに住んでいた。1923年から1927年まで、子供たち（アルチョム・セルゲイエフ、ワシーリー・スターリン、タチアナとティムール・フルンゼ）は、ソ連指導者の子供25人と同数のホームレスの子供たちが等しく暮らす孤児院で育てられた。クレムリンの給与は、いわゆる党の上限を超えることはなく、食堂での半額昼食と夕食の食費のために党員カードが支給された。

### 軍人としてのキャリアの始まり
1938年、17歳であった彼は兵役に就き、モスクワ第2特別砲兵学校の10クラスを卒業後、赤軍での勤務を開始。上等兵、下士官（軍曹）、下士官を歴任。レニングラード第2砲兵学校に入学し、1940年に中尉として卒業。同年10月、第1機動小銃師団第13砲兵連隊の小隊長に任命される。

### 大祖国戦争中
1941年6月26日、1938年式の152ミリ榴弾砲「M-10」の小隊長として初めて第二次世界大戦でドイツ軍との戦闘作戦に参加し、砲兵隊を指揮した後、同じ第1機動小銃師団第175小銃連隊の小銃中隊長となった。同年夏、ドイツ軍の捕虜となり、処刑を免れた。その後、アレクセイ・フレゴントフのパルチザン分遣隊に所属し、負傷した後、5人の仲間とともに前線を越えた[4]。1941年12月まで負傷後治療を受けていたが、その後第13砲兵連隊（第35衛兵連隊となる）に戻った。師団偵察長、砲兵隊長、師団長を歴任した後、2度負傷し、治療のためセミョーノフ市の高等砲兵将校学校に3ヶ月間派遣され、砲兵師団長と砲兵連隊参謀長の課程を受講した。1942年12月、彼はRGK第266陸軍砲兵連隊の参謀長に任命され、1943年4月、彼は戦地で連隊の副司令官に任命された。1943年5月20日から10月まで、彼は療養のために出発した連隊長V.I.チェカロフの任務を遂行した。1943年6月、連隊はRGKの第211衛兵陸軍砲兵連隊に改編された。1943年12月、セルゲーエフはRGK第554陸軍砲兵連隊長に任命されたが、1944年4月、彼は再び負傷した。1944年7月から10月まで、彼は第77衛兵ライフル師団第156衛兵砲兵連隊を指揮した。1944年10月から12月まで第6突破砲兵師団第118重榴弾砲旅団を指揮。1945年1月、第140陸軍砲兵旅団副司令官に任命される。
この間、23歳時に中佐に任命され、戦後も軍務に就いた。

### 戦後のキャリア
戦後はハンガリー駐留連隊長を務めた。1945年8月、彼はモスクワのドゼルジンスキー砲兵アカデミーに送られたが、そこで彼は自分に対する不信感を感じた。後に判明したことだが、アルテム・フェドロヴィッチが回顧録に書いているように、このアカデミーの教師はスターリンより厳格であった。1951年に学業を終えた彼は、その年にプレカルパティア軍管区の第34砲兵旅団を指揮した。その後、K・E・ヴォロシーロフにちなんで命名された高等軍事アカデミーに入学し、1954年に卒業した。

### 防空軍での勤務
アカデミー卒業後は指揮官を歴任した。第10および第17特殊部隊の参謀長兼副司令官（1956-1960年）、第9防空師団長（1960-1965年）、第1特殊防空軍副司令官、ワルシャワ条約機構防空副総監などを歴任した。

### 退役・私生活
1981年に砲兵少将の階級で退役した。
スペイン共産党書記長ドロレス・イバルリの娘アマヤ・ルイス＝イバルリ（1923年-2018年）と結婚したが、後に別居。フェドル（1953年 - ）、ルーベン（1956年 - 2021年）、ドロレス（1960年 - ）の子供がいる。
2番目の妻のエレーナ・ユリエヴナ・セルゲーエヴァ（1930年 - 2006年）はモスクワ国立第一医科大学卒業、神経外科医として働いた。
2008年1月15日、87歳でモスクワにて死去。モスクワのクンツェヴォ墓地に埋葬されている。

## 著作
2006年、詩人イェゴル・イサエフの序文付きで、戦争の思い出を綴った短編小説集『砲兵の物語』を出版。また2006年には、エカテリーナ・グルシクとの共著で『スターリンについての会話』を出版。ロシア作家同盟のメンバーとなる。モスクワのドンバス共同体のメンバーでもあった。